# Sèche-cheveux

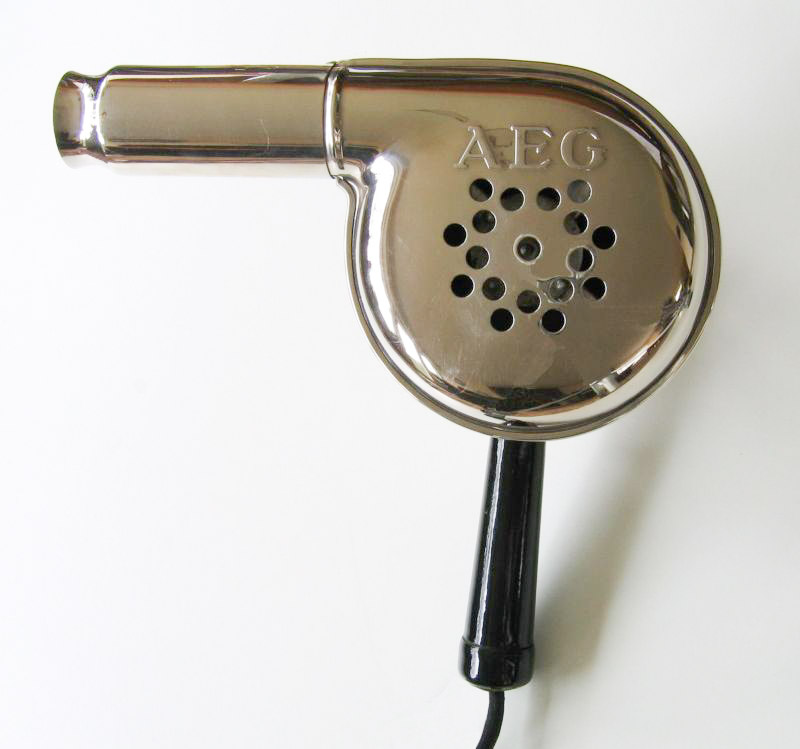
Sèche-cheveux AEG métallique, vers 1940.

Le sèche-cheveux ou sèche-cheveu, plus connu sous le nom de séchoir à cheveux au Canada francophone, est un appareil électromécanique conçu pour sécher les cheveux au moyen d'air chaud ou froid.
Un sèche-cheveux  comprend principalement un moteur actionnant un mécanisme de soufflerie, et une résistance électrique, afin que l'air s'engouffrant d'un côté ressorte de l'autre avec une température supérieure.
En Suisse romande (voir français de Suisse), en Alsace et en Vallée d'Aoste (voir français valdôtain), le mot foehn est le synonyme de sèche-cheveux.

## Histoire

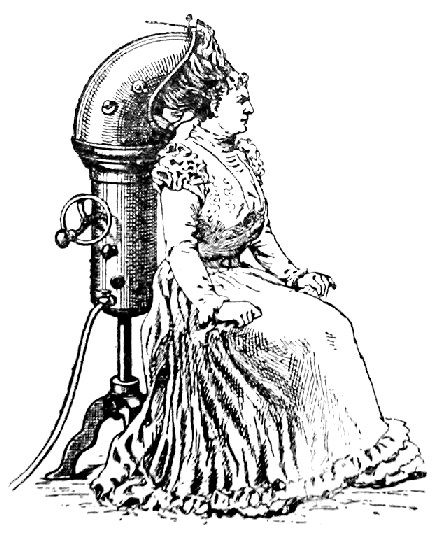
Sèche-cheveux en métal, 1900.

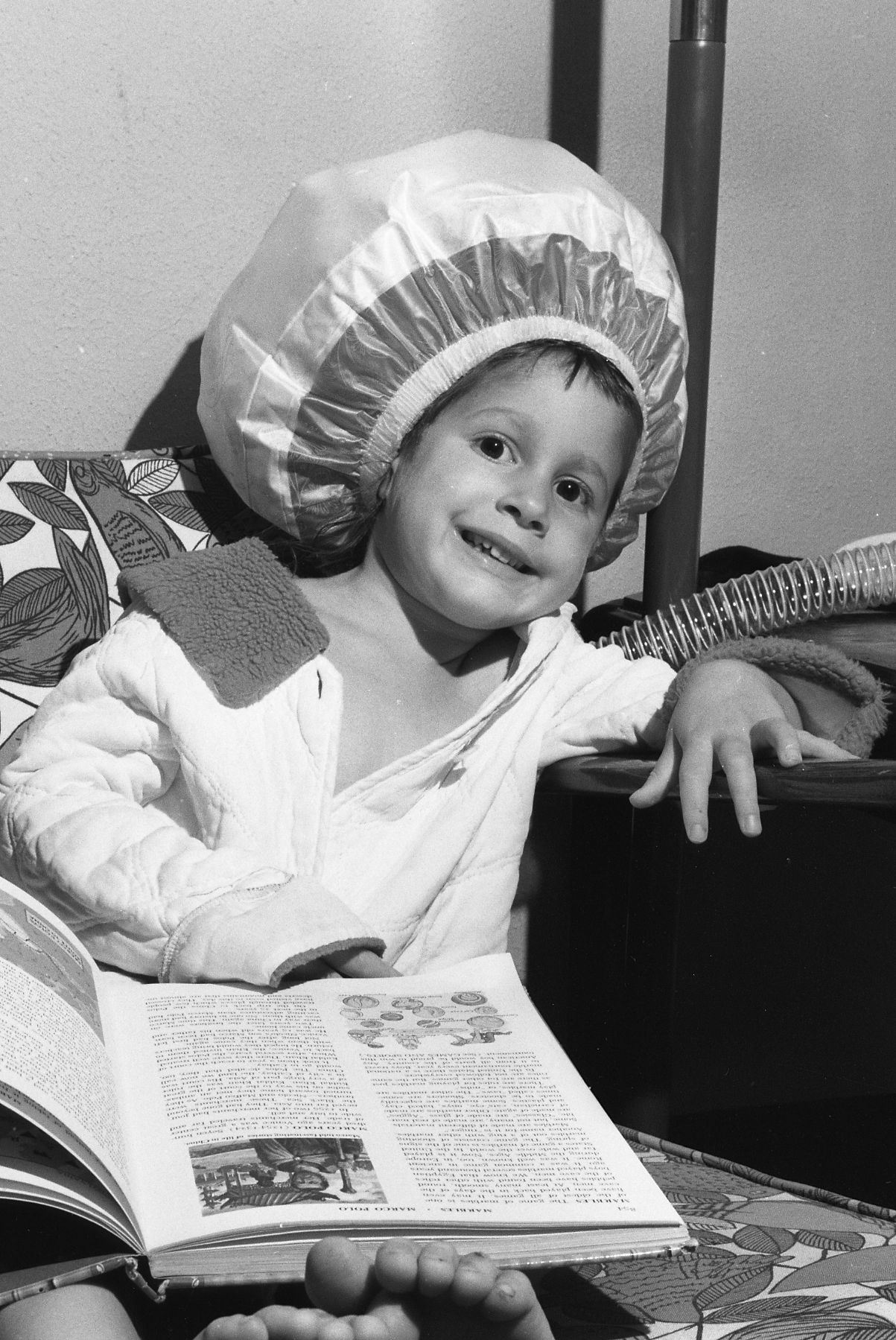
Avec un bonnet, 1965.

En 1888, le coiffeur et inventeur français Alexandre-Ferdinand Godefroy met au point une sorte de bonnet relié à un tuyau flexible qui projette sur les cheveux l'air chaud provenant d'une cuisinière à gaz. Il s’agit d’une petite révolution dans le monde des salons de coiffure. Sur ce même brevet figure une autre invention qui est le dessin de la représentation de la toute première cuvette « lave-tête » de l’histoire de la coiffure. Un second brevet est déposé par A.-F. Godefroy en 1894 : reprenant les bases du premier brevet, il apporte une amélioration dans sa construction en y incluant un système de douchette, pour un lavage des cheveux sans manipulation. En 1892, A.-F. Godefroy invente le tout premier séchoir à mains qu’il appelle : « L’Ambrio ». Cet appareil pratique pour sécher la chevelure de ses clientes fait rapidement le tour du monde. Trois ans après cette invention en 1895, il perfectionne son séchoir et met au point son premier séchoir électrique à pied qui crée une petite révolution dans la profession de coiffeur, mais aussi médicale. En 1897, l'Emerson Electric Company fabrique et commercialise ce séchoir électrique sur pied sous le nom de The Emerson electric. Mfg. C°. 
En 1911, Gabriel Kazanjian dépose un brevet pour un premier séchoir, qui sera ultérieurement modifié jusqu'en 1920. 
Le modèle portatif est inventé en 1926 par un ingénieur de Calor : Léo Trouilhet. Il s'appelle alors la « douche électrique à air chaud et froid ». Dans les années 1950 et 1960, un ingénieur de Moulinex, Jean Mantelet, décide de changer la forme du sèche-cheveux en s'inspirant de celle d'une perceuse électrique. Le premier sèche-cheveux électrique est inventé par l'ingénieur principal des moteurs Bertrand dans les années 1950, il ne s'adresse alors qu'aux professionnels de la coiffure.

## Types

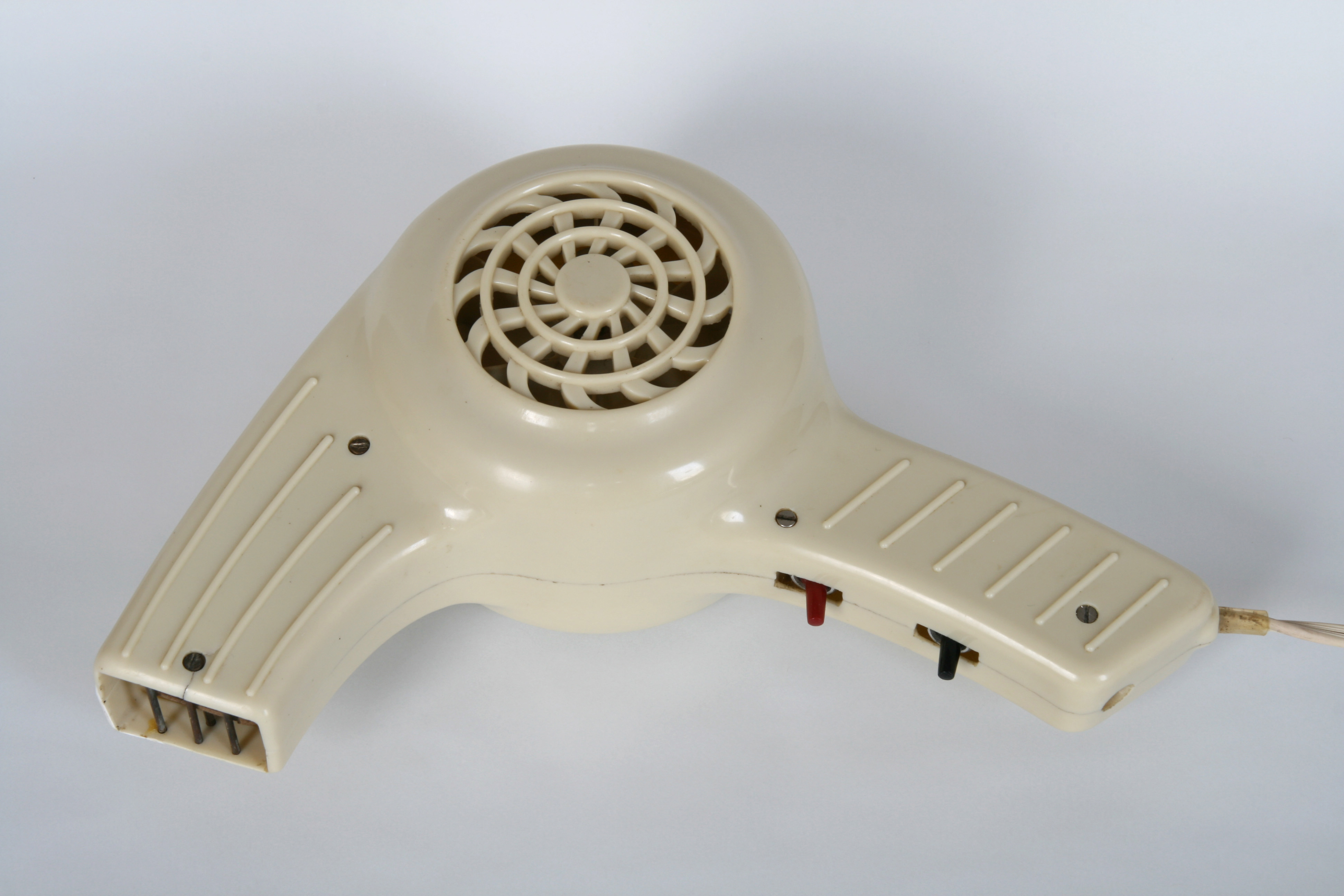
Sèche-cheveux Solis en polystyrène, 1958.

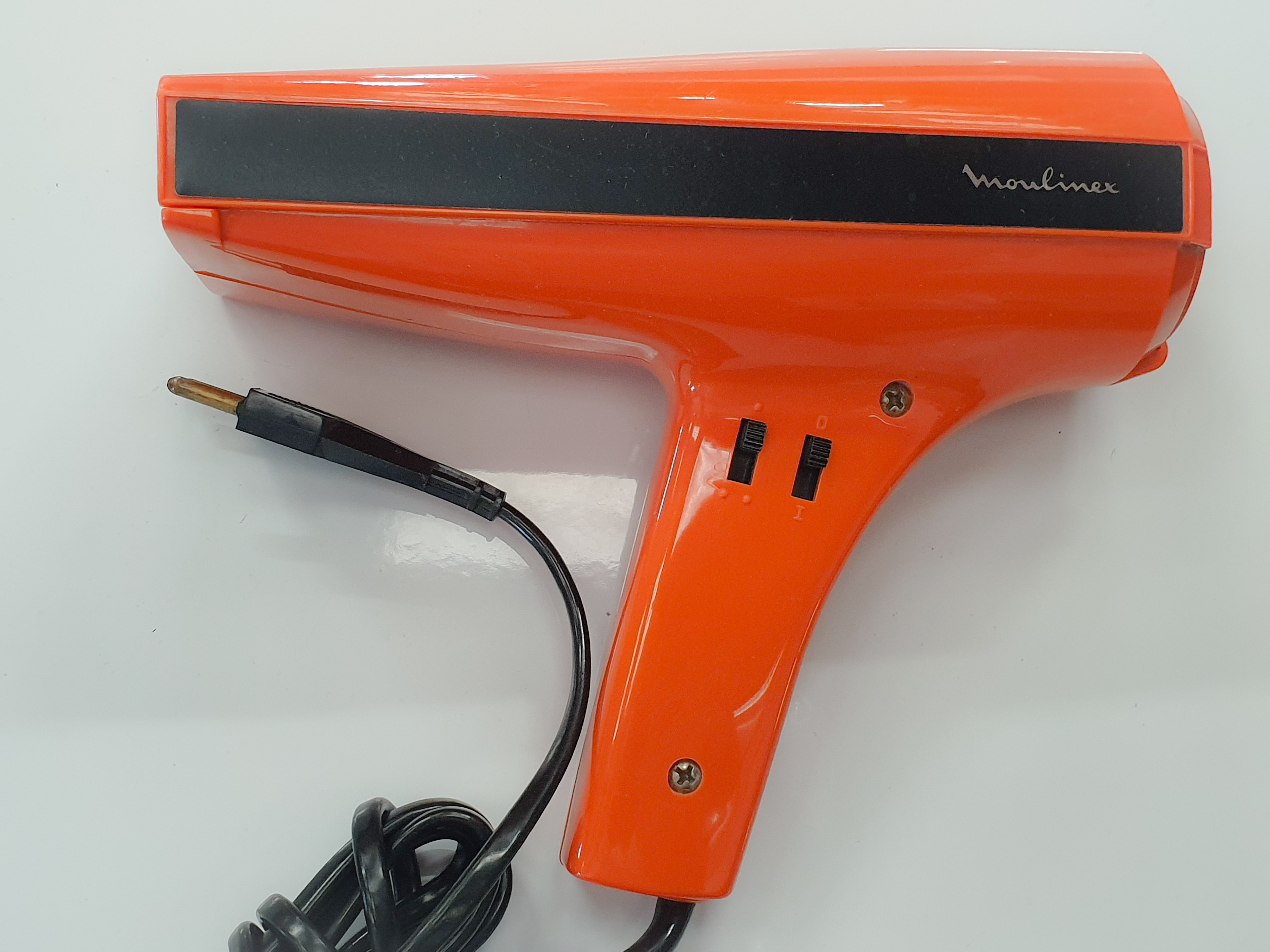
Sèche-cheveux Moulinex en matière plastique, 1975.

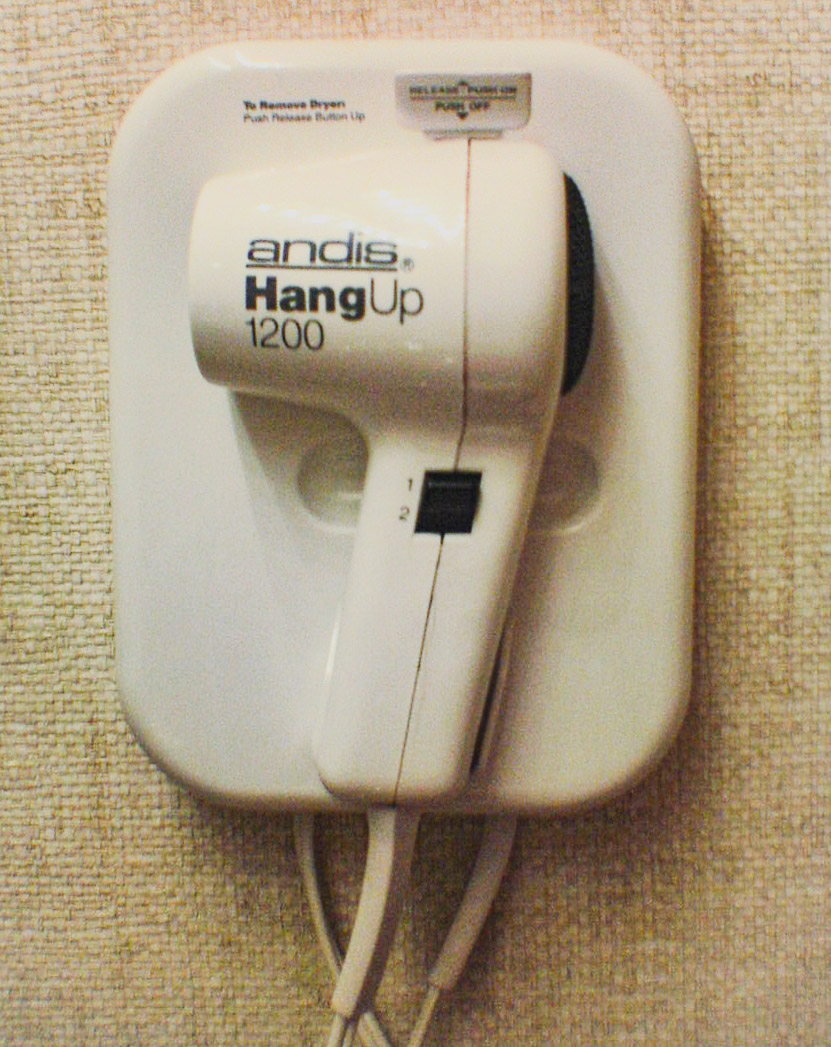
Sèche-cheveux Andis dans un hôtel.

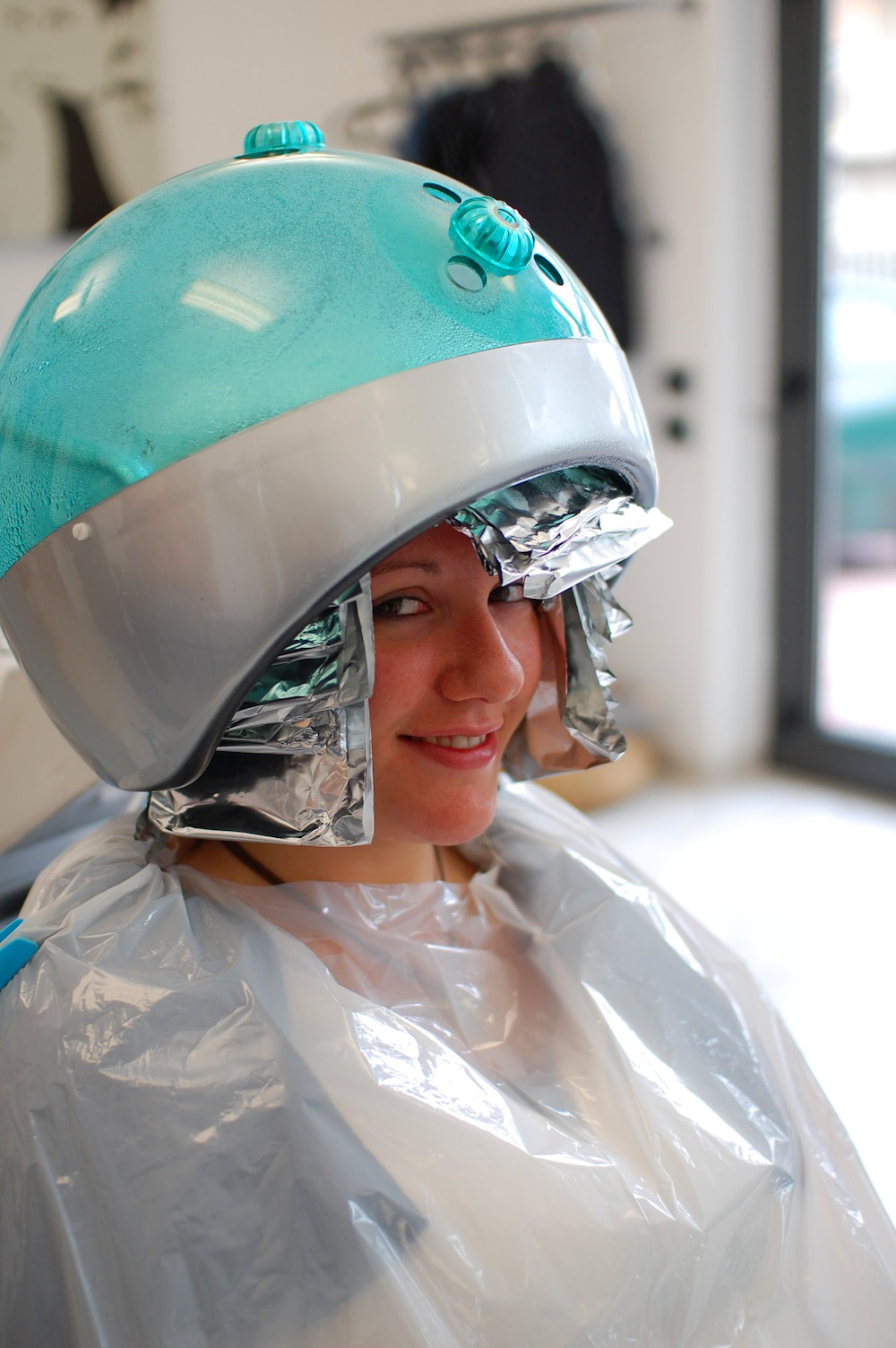
Casque-séchoir.

Il existe aujourd'hui deux principaux types de séchoirs à cheveux: le séchoir à main et le casque séchoir. Les premiers sont utilisés chez les particuliers comme dans les salons de coiffure, alors que les seconds sont quasiment exclusivement utilisés en salon, notamment pour activer les produits de coloration ou pour sécher une mise en plis.
Il existe également des casques souples, qui s'adaptent sur la tête d'une personne pour sécher les cheveux et sont plutôt destinés aux particuliers.

## Constitution et fonctionnement
Le mécanisme se compose d'une hélice aspirant l'air d'un côté et la propulsant de l'autre à travers de fins fils électriques jouant le rôle de résistances chauffantes par effet Joule. L'air passant à proximité de ces sources incandescentes se réchauffe et ressort du sèche-cheveux, éventuellement accéléré par un changement de diamètre de l'embout.
Certains sèche-cheveux disposent d'un commutateur à plusieurs positions ou d'un potentiomètre permettant de faire varier la vitesse de rotation de l'hélice et ainsi d'augmenter ou de diminuer le flux d'air propulsé.
Le flux d'air qui s'échappe du sèche-cheveux permet l'évaporation plus rapide des particules d'eau présentes dans la chevelure. 
Plusieurs fabricants mettent aujourd’hui en avant le sèche-cheveux ionique, qui est réputé envoyer des ions dans les cheveux en même temps que le flux d’air chaud. Cette fonction ionique permettrait, selon ces fabricants, à la fois de lutter contre l’électricité statique et de réduire le temps de séchage.

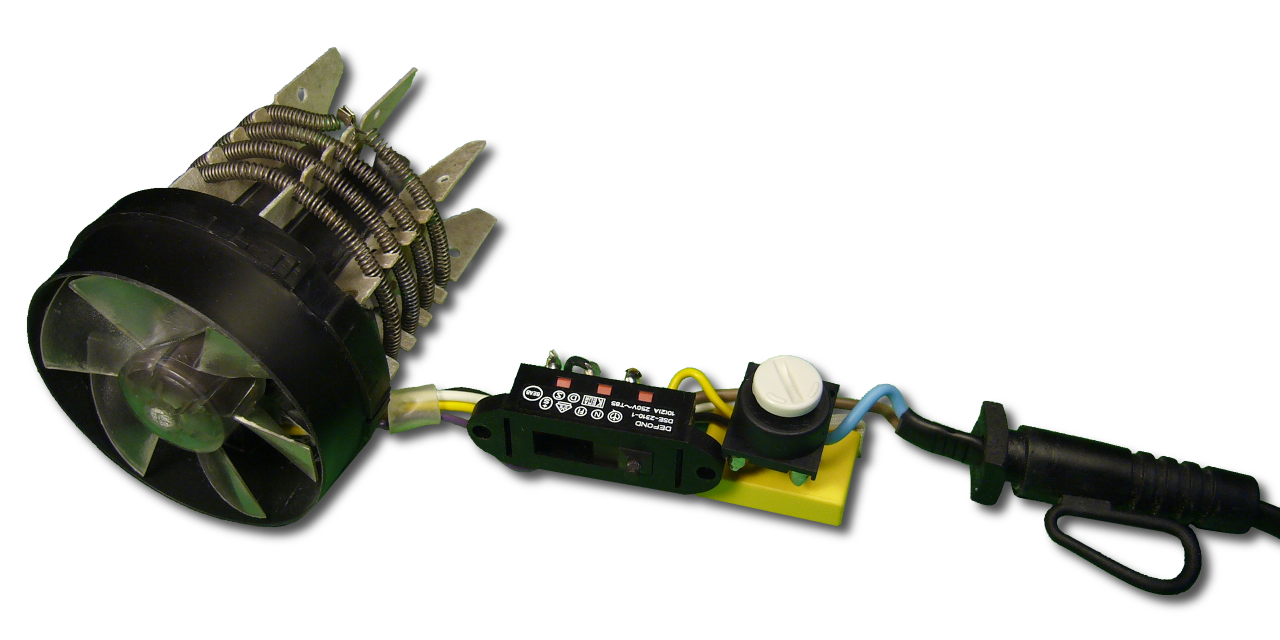
Constituants d'un sèche-cheveux : commutateur, moteur, ventilateur, résistance montée en spirale.

## Caractéristiques techniques
Le sèche-cheveux est une machine électromécanique, et leur puissance excède rarement 2 000 watts.

## Principaux usages
Le sèche-cheveux à main est utilisé à la fois à domicile par les particuliers et par les coiffeurs professionnels dans les salons de coiffure. Il permet également de donner du volume et une forme au cheveux s'il est utilisé en complément d'un peigne ou d'une brosse. Il est aussi très utile aux artistes et aux hobbyistes car il permet d’accélérer le temps de séchage (de la peinture par exemple).

## Dangers d'utilisation
Le bâti est généralement en plastique, mais on en trouve également avec une carrosserie en métal. La norme française NF C 15-100 exclut l'usage de sèche-cheveux, comme de tous appareils électriques, dans les zones « 0 » et « 1 » des salles de bain. Les recommandations d'usage stipulent de ne jamais utiliser l'appareil les pieds dans l'eau. De plus, l'obstruction de l'entrée ou de la sortie d'air peut causer un échauffement dangereux des composants.